# Tadashi Settsu
Tadashi Settsu (攝津 正, Settsu Tadashi, né le 1er juin 1982 à Akita, Japon) est un lanceur droitier de baseball jouant en NPB avec les Fukuoka SoftBank Hawks.
Il gagne en 2012 le prix Eiji Sawamura du meilleur lanceur des ligues japonaises.

## Carrière
Tadashi Settsu commence sa carrière chez les Fukuoka SoftBank Hawks de la Ligue Pacifique du Japon en 2009 comme lanceur de relève. À sa première année, il est envoyé au monticule à 70 reprises et, avec seulement 13 points mérités accordés à l'adversaire en 79 manches et deux tiers lancées, il présente une moyenne de 1,47. Il est élu meilleure recrue de la saison et enregistre 102 retraits sur des prises durant l'année. Gagnant de 5 matchs contre deux défaites, il revient en 2010 dans le rôle de releveur et s'impose à nouveau avec une moyenne de points mérités de seulement 2,30 en 82 manches et un tiers lancées. Il remporte 4 victoires, subit 3 défaites, réalise un sauvetage et enregistre 89 retraits sur des prises.
Settsu devient lanceur partant pour les Hawks en 2011. Il aide son club à remporter les Japan Series sur les gagnants de la Ligue centrale, les Chunichi Dragons. À sa première saison comme partant, il amorce 26 matchs et maintient une moyenne de points mérités de 2,79 en 177 manches et deux tiers lancées, avec 14 victoires et 8 défaites.
Grâce à sa meilleure moyenne de points mérités (1,91 en 193 manches et un tiers lancées) comme partant et un sommet personnel de 17 victoires contre seulement 5 défaites, Tadashi Settsu est couronné en 2012 meilleur lanceur des ligues japonaises cette année-là et reçoit le prix Eiji Sawamura.
Il s'aligne avec l'équipe du Japon à la Classique mondiale de baseball 2013.
En 2013, il remporte 15 matchs contre 8 défaites en 25 départs mais sa moyenne s'élève pour la première fois au-dessus des 3 points mérités accordés par partie. Il remet une moyenne de 3,05 en 162 manches et un tiers au monticule.